# راسباي (مترو باريس)
راسباي (بالفرنسية: Raspail)‏ هي محطة مترو تابعة لمترو باريس تقع في فرنسا في الدائرة الرابعة عشرة في باريس.[بحاجة لمصدر]